# 短果大蒜芥
短果大蒜芥（学名：Sisymbrium loeselii var. brevicarpum）为十字花科大蒜芥属下的一个变种。

## 扩展阅读
- 維基物種上的相關：短果大蒜芥